# 명륜동 (서울)
명륜동(明倫洞)은 서울특별시 종로구에 있는 행정 구역으로, 법정동은 명륜1~4가이다. 2012년 8월 1일 이전에는 행정동 명륜3가동이 관할하였으나, 이후부터는 혜화동이 관할하고 있다. 명륜동은 일제가 성균관의 '명륜당'에서 따온 이름이며, 조선 때 이름은 성균관에서 유래한 '관동'이었다.

## 특징
명륜동은 서울 도심 한복판의 동네로 주위 특성상 노인들과 대학생들이 많이 거주한다.

## 관광
명륜동에는 성균관, 북악산의 일부인 와룡공원, 한양도성, 국립어린이과학관, 창경궁이 위치한다.

## 교육
서울혜화초등학교, 서울국제고등학교, 성균관대학교가 위치하고 있다.

## 교통
와룡공원 아래 성균관대학교 후문에서 출발하는 종로02 마을버스, 성균관대학교 중앙학술정보관 옆으로 난 후문을 지나 와룡공원 바로 아래까지 도달하는 종로08 마을버스가 있다. 또한 주위에 서울 지하철 4호선의 혜화역이 위치하고 있다.